# Mireia Pintó
Mireia Pintó (Manresa, 3 de desembre de 1968) és una mezzosoprano i cantant d'òpera catalana.

## Biografia
Filla d'un químic i d'una mestressa de casa, té dos germans. Va estudiar a l'escola Badia-Solé des del jardí d'infància fins al COU; alhora que cursava estudis de solfeig i piano al Conservatori de Música de Manresa.
Pintó va estudiar piano i cant a Catalunya abans de completar la seva formació a Itàlia a l'acadèmia Rossiniana de Pesaro i a Paris amb Isabel Garcisanz. Això va posar les bases a la seva carrera, fent que s'especialitzés en piano i cant. A França, Regine Crespin li aprofundeix la música francesa; i a Itàlia, l'expert Alberto Zedda, en el repertori rossinià.
Professionalment s'inicia amb alguns recitals i guanya alguns concursos de cant. El seu primer premi el va obtenir amb el Ciutat de Manresa en l'especialitat de cant. Guanya dos concursos a Itàlia, el Francesc Viñas a Barcelona i el concurs de Luis Mariano a Irún. El seu primer oratori és el Nadal de Bach amb l'Orquestra Simfònica del Vallès i el seu debut en l'òpera professional va ser al Teatro de la Zarzuela de Madrid amb La ventafocs (La Cenerentola) de Rossini, sota la direcció orquestral de Ros Marbà.
Ha participat en cicles de concerts, festivals i produccions operístiques a països com Holanda, Alemanya, Grècia, Italià, Andorra, França, Mònaco, Rússia o Espanya entre altres Alguns papers que ha interpretat són: Clotilde de Norma, Emilia de Otello,  Bersi d’Andrea Chénier, Gertrude de Romeu i Julieta o Martha de Faust
El seu repertori  comprèn  des del període barroc a la música contemporània. Inclou els gèneres Òpera, Oratori i Lied. Ha enregistrat per Südwestfünk,BBC Radio 3, Radio Nacional de España-Radio Clásica, Catalunya Música, Radio Netherlands, TVE, TV3, ARTE i Süddwestfünk TV.
Des del 1992 canta acompanyada pel pianista rus Vladislav Bronevetzky amb qui forma un duo. Actualment és professora de lied i cant a l'Escola Superior de Música de Catalunya, i responsable del Festival Internacional de Música Clàssica, Memorial Eduard Casajoana.
Ha rebut diversos premis per la seva trajectòria artística, com ara el "Premi Bages de Cultura" el 2011 que atorga Òmnium Bages.
Actualment és professora de lied i cant a l'Escola Superior de Música de Catalunya i responsable del Festival Internacional de Música Clàssica, Memorial Eduard Casajoana.